# Discografia de Floribella
A discografia Floribella, uma telenovela brasileira da Band, compreende duas trilhas sonoras, um álbum remix e dois DVD. Para os lançamentos discográficos da telenovela, a Band fechou um acordo com a Universal Music Brasil. No total, foram cinco discos editados, dois álbuns de estúdio, dois ao vivo e um de remixes e karaokê. O primeiro disco lançado foi Floribella, em 6 de junho de 2005. As vozes presentes no álbum são da protagonista Juliana Silveira e da antagonista Maria Carolina Ribeiro, com uma participação especial de Gustavo Leão. A produção coube a Rick Bonadio.
Nos primeiros 45 dias após o lançamento, o álbum já havia vendido 55 mil cópias. Ficou na décima quinta posição dos mais vendidos de 2005. Foi certificado inicialmente disco de ouro pela marca de 100 mil cópias vendidas, condecoração que Juliana recebeu no palco do Sabadaço,  contudo, mais tarde recebeu disco de platina pela Associação Brasileira dos Produtores de Discos (ABPD) por vendas totais de 170 mil cópias. Silveira recebeu a certificação no palco do Band Vida.

## Álbuns

### Trilhas sonoras
| Álbum        | Detalhes                                                                                 | Vendas      | Certificações   |
| ------------ | ---------------------------------------------------------------------------------------- | ----------- | --------------- |
| Floribella   | - Lançamento: 6 de julho de 2005 - Formatos: CD, download digital - Gravadora: Universal | - : 200.000 | - ABPD: Platina |
| Floribella 2 | - Lançamento: 3 de março de 2006 - Formatos: CD, download digital - Gravadora: Universal | - : 160.000 | - ABPD: Ouro    |

### Álbuns remix
| Álbum                       | Detalhes                                                                                 | Vendas     | Certificação |
| --------------------------- | ---------------------------------------------------------------------------------------- | ---------- | ------------ |
| Floribella: Remix + Karaokê | - Lançamento: 7 de julho de 2006 - Formatos: CD, Download digital - Gravadora: Universal | - : 90.000 | - ABPD: Ouro |

### Álbuns de vídeo
| Álbum                                   | Detalhes                                                                                      | Vendas     | Certificações |
| --------------------------------------- | --------------------------------------------------------------------------------------------- | ---------- | ------------- |
| Floribella Ao Vivo                      | - Lançamento: 17 de dezembro de 2005 - Formatos: DVD, download digital - Gravadora: Universal | - : 50.000 | - ABPD: Ouro  |
| Floribella: O Musical                   | - Lançamento: 2 de setembro de 2006 - Formatos: DVD, download digital - Gravadora: Universal  |            |               |
| Juliana Silveira Canta Floribella       | - Lançamento: 22 de abril de 2021 - Formatos: download digital - Gravadora: Midas Music       |            |               |
| Juliana Silveira Canta Floribella Vol.2 | - Lançamento: outubro de 2021 - Formatos: download digital - Gravadora: Midas Music           |            |               |

## Singles
| Título                   | Ano  | Álbum        |
| ------------------------ | ---- | ------------ |
| "Floribella"             | 2005 | Floribella   |
| "Porque"                 | 2005 | Floribella   |
| "É pra Você Meu Coração" | 2006 | Floribella 2 |
| "Você Vai Voltar"        | 2006 | Floribella 2 |

## Videoclipes
| Título                   | Ano  | Diretor            |
| ------------------------ | ---- | ------------------ |
| "Floribela"              | 2005 | Elizabetta Zenatti |
| "Porque"                 | 2005 | Elizabetta Zenatti |
| "Você Vai Me Querer"     | 2005 | Elizabetta Zenatti |
| "Meu Vestido Azul"       | 2005 | Elizabetta Zenatti |
| "É pra Você Meu Coração" | 2006 | Elizabetta Zenatti |
| "Te Sinto"               | 2006 | Elizabetta Zenatti |
| "Você Vai Voltar"        | 2006 | Elizabetta Zenatti |
| "Desde Que Te Vi"        | 2006 | Elizabetta Zenatti |
| "Vem Dançar"             | 2006 | Elizabetta Zenatti |
| "Eu Posso, Você Também"  | 2006 | Elizabetta Zenatti |
| "Caprichos"              |      | Elizabetta Zenatti |